# Tungari
Genre
Tungari est un genre d'araignées mygalomorphes de la famille des Barychelidae.

## Distribution
Les espèces de ce genre sont endémiques du Queensland en Australie.

## Liste des espèces
Selon World Spider Catalog (version 14.0, 2013) :
- Tungari aurukun Raven, 1994
- Tungari kenwayae Raven, 1994
- Tungari mascordi Raven, 1994
- Tungari monteithi Raven, 1994

## Publication originale
- Raven, 1994 : Mygalomorph spiders of the Barychelidae in Australia and the Western Pacific. Memoirs of the Queensland Museum, vol. 35, no 2, p. 291-706 (texte intégral).